# Deng Xi
Deng Xi (chinois : 鄧析 ; Wade : Têng Hsi, également écrit sous la forme 祁奚; env 546-501 av. J.-C.) est un ancien philosophe et rhétoricien chinois qui a été appelé le père fondateur de la tradition logique chinoise, ou École des Noms (Xingmingjia). Il a été un haut fonctionnaire de l'état Zheng et un contemporain de Confucius, il est en fait plus proche de quelque chose comme un avocat désinvolte, enseignant aux gens les joutes verbales lors de poursuites judiciaires. Le Zuo Zhuan et les Lüshi Chunqiu créditent Deng d'être l'auteur d'un code pénal en opposition au plus confucéen Zichan (en),. Deng est cité par Liu Xiang comme l'initiateur du principe du légisme, faisant potentiellement de lui un contributeur important aux fondations de l'habileté politique chinoise. 

## Deng Xi Zi
Le professeur Zhenbin Sun estime que le texte portant le nom de Deng reflète sa pensée, qu'il ait été écrit par lui ou pas. Il recommande qu'un roi sage « suive les noms et observe les actualités, examine les lois et établisse l'autorité », en disant que « les positions ne peuvent pas être dépassées, les titres ne peuvent pas être utilisés, et les fonctionnaires ont leurs propres responsabilités en fonction de leurs titres. Le supérieur suit les noms et inspecte s'ils correspondent à la réalité, le subordonné, porte les ordres et les met en pratique. ».
Parmi plusieurs lignes logiques comparables à celles de Mozi, Deng préconise de « distinguer les différentes catégories de sorte qu'ils peuvent ne pas gêner les uns les autres, et d'organiser différentes bases de sorte qu'ils ne peuvent pas se déranger les uns les autres. ».

## Biographie
En développant ses débats dans les tribunaux de l'état de Zheng, Deng a servi comme un officiel mineur. Dépeint comme examinant les deux faces de ses affaires, on dit de lui qu'il plaide pour la validité de propositions contradictoires, susceptibles de s'engager dans des débats byzantins sur l'interprétation des lois, les principes juridiques et les définitions. Les Lüshi Chunqiu le présentent comme un homme qui pourrait « argumenter le vrai pour du faux et le faux pour du vrai un droit à l'erreur et un mauvais à droite, (attendu que) le vrai et le faux n'ont pas de standard fixe, et que "oui" et "non" changent tous les jours.... Ce qu'il voulait gagner, il l'a toujours gagné, et celui qu'il voulait punir était toujours puni. ».
Son cabinet de consultation attire de nombreux clients à la recherche de conseils juridiques, et apparemment il était payé pour ses affaires en articles d'habillement (une démarche sage en 500 avant notre ère), et il finit par avoir assez pour être considéré riche. La discussion dans le Xunzi (en) l'associe avec Hui Shi de sorte qu'il est difficile de séparer leurs contributions. 

Un exemple de ses sophismes :

La drivière Wei était extrêmement élevée. Une personne de la maison d'un homme riche de Zheng s'est noyé. Quelqu'un a trouvé le corps. L'homme riche a demandé à le racheter. L'homme a exigé beaucoup d'argent. L'homme riche en parle à Deng Xi. Deng Xi a dit, “Calmez-vous. Il n'y a certainement personne d'autre à qui il peut vendre le corps.” L'homme qui a trouvé le corps a été troublé par cela et en parle à Deng Xi. Deng Xi lui répondit en disant: “Calmez-vous. Il n'y a certainement nulle part ailleurs où ils peuvent acheter le corps,,.

En dépit de ce portrait, des chercheurs plus modernes estiment que, après avoir pris le temps d'écrire son propre code pénal, Deng peut avoir été un réformateur juridique bien intentionné, opposé à ce qu'il considérait comme de la répression des idées et des opinions. Chicanant la loi pour défier les tentatives de Zichan pour arrêter la publication d'affiches, les Professeurs Xing Lu et Zhenbin Sun considèrent que Deng a remis en question le Confucéen Li en faveur d'un litige et d'un échange libre, favorisant ce qui est appelé arguments "grands" ou communs au lieu d'arguments ridicules afin de mieux résoudre les problèmes.
Les annales ont enregistré que Zichan l'a finalement fait exécuter après que Zheng soit tombé en disgrâce.